# Le Bestiaire
Albums de Malicorne
En public,
(1979) Balançoire en feu,
(1981)
Le Bestiaire est le sixième album studio du groupe folk français Malicorne, sorti en 1979.

## Historique
Le Bestiaire se présente comme un album-concept, un album à thèmes : les animaux et la mythologie sont à l'honneur dans des chansons majoritairement traditionnelles interprétées par le groupe dont deux des membres fondateurs Laurent Vercambre et Hughes de Courson ont été remplacés par d'autres musiciens (voir la section « Personnel »). 
Le son du groupe a évolué à nouveau, jusqu'à devenir très « pop ». Mais les chants a cappella et les instrumentaux sont toujours au rendez-vous. 
Les titres sont principalement issus du répertoire traditionnel français ou québécois à l'exception d'un titre signé Gabriel et de la contribution de Marie au texte d'un autre.
Le Bestiaire est le dernier album studio à orientation traditionnelle du groupe.

## Liste des titres
| No | Titre | Auteur                               | Durée |
| -- | --- | ------------------------------------ | ----- |
| 1. | Les Sept Jours de mai (Traditionnel du Pays de Loire)                                                                          | Adapt. Arr. Malicorne                | 5:47  |
| 2. | La Mule (Traditionnel de Gascogne)                                                                                             | Adapt. Malicorne / Gabriel Yacoub    | 3:46  |
| 3. | Le Branle des chevaux (Tiré de l'Orchésographie de Thoinot Arbeau, XVe siècle)                                                 | Arr. Malicorne                       | 3:25  |
| 4. | Les Transformations (Traditionnel)                                                                                             | Adapt. Arr. Malicorne                | 7:49  |
| 5. | La Chasse Gallery (Traditionnel de Vendée)                                                                                     | Adapt. Malicorne / Gabriel Yacoub    | 5:31  |
| 6. | Le Ballet des coqs (Tiré de Terpsichore, recueil d'airs de danse composées par des musiciens français des XVe et XVIe siècles) | Arr. Malicorne                       | 2:10  |
| 7. | Alexandre / Danse bulgare (Traditionnels du Québec et de Bulgarie)                                                             | Adapt. Arr. Malicorne / Marie Yacoub | 4:35  |
| 8. | Jean des loups | Gabriel Yacoub                       | 8:01  |

La réédition CD contient en bonus : paroles des chansons, photos et commentaires au format PDF.

## Musiciens

### Malicorne
- Gabriel Yacoub : chant, guitare acoustique et électrique, banjo 5 cordes, mandoloncelle
- Marie Yacoub : chant, vielle à roue, épinette des Vosges, dulcimer
- Olivier Zdrzalik-Kowalski : chant, basse, clavinet, elka, sanza
- Patrick Le Mercier : chant, violon, guitare électrique, gaîta
- Jean Pierre Arnoux : batterie, percussions, cymbale à archet, gong
- Brian Gulland : chant, basson, cromorne, hautbois, flûte à bec, saxophone, clavecin, orgue, harmonium, synthétiseur
- Dominique Regef : vielle à roue, violoncelle, rebec